# Green Dragon
Green Dragon é uma bebida de alto teor alcoólico onde se mistura maconha. Na perspectiva da farmacotécnica trata-se de uma tintura ou alcoolatura, formas farmacêuticas que decorrem da atuação dissolvente e extrativa do álcool. Em medicina popular é uma infusão, segundo Ortêncio,  é a mesma maceração, só que na infusão a substancia é extraída à quente, em líquido que pode ser água, álcool, cachaça, vinho, sendo a cachaça seguida do vinho as mais usadas.
Há diversos relatos, especialmente de páginas policiais do jornais, que a Cannabis sativa é comercializada dissolvida em infusões de cachaça, inclusive nas feiras livres do Nordeste do Brasil, a exemplo da antiga feira de Água de Meninos em Salvador, Bahia, onde segundo Lobos se produzia e consumia uma infusão de milho, cachaça e a dita erva. . Atualmente em alguns países onde o consumo dessa erva é livre existem diversos preparados de Cannabis como licor . Observe-se que a comercialização com este nome Green Dragon é associado ao uso recreativo, muitas vezes ilícito e não às antigas formulações de alcoolaturas de uso homeopático em distintas diluições.
O objetivo de tais formulações é extrair o THC para o álcool, fazendo assim uma bebida muito potente, que em questão de gotas pode proporcionar o mesmo efeito da maconha fumada. Quando na forma desta tintura, o THC já diluído em álcool ficará solúvel em água. Popularmente é uma garrafada, embora esse termo no Brasil remete-se a uma combinação de várias plantas.É muito comum em garrafadas do Nordeste do Brasil a utilização do vinho branco ou infusão de ervas em aguardente de cana.

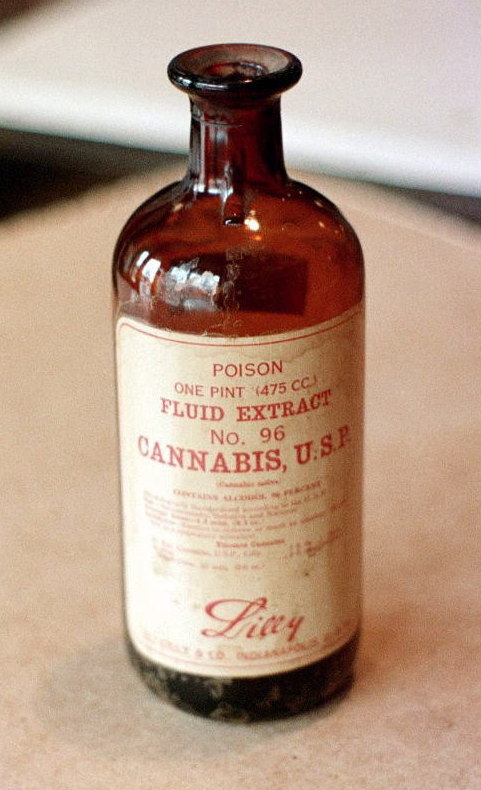
A Lilly, a Parke Davis, a Boericke & Tafel e Merrell Company estão entre as principais empresas farmacêuticas que comercializavam o extrato de Cannabis até 1942 quando a Cannabis sativa e C. indica foram excluídas da Farmacopeia americana

## Uso recreativo e medicinal
Uma das mais antigas referências à tinturas de cannabis descreve o Squire's Extract no Journal of the Chemical Society's Trasactions, 1842. Consta que o médico cirurgião e professor de química da Universidade de Medicina de Calcutá, o Dr. William O'Shaughnessy (1809-1889) no seu regresso a Inglaterra, trouxe consigo uma remessa de Cannabis e propôs ao farmacêutico Peter Squire a referida tintura, com propriedades sedantes, analgésicas, hipnóticas e espasmolíticas, referendada pelo Lancet que destacou a particularidade de tintura não produzir obstipação nem inapetência como no consumo crônico do ópio e cloral.  Observe-se que a Cannabis já era reconhecida e utilizada na homeopatia, com indicações do próprio criador desta especialidade médica, Samuel Hahnemann (1755-1843) em 1796. ,  
A preparação farmacêutica denominada tintura ou tintura-mãe, da qual se preparam as diluições homeopáticas, é um dos métodos de se extrair os princípios ativos encontrados na Cannabis sativa ou C. indica. Estes componentes químicos, principalmente o THC, são insolúveis em água, mas solúveis em solventes orgânicos, como o álcool. Embora outros solventes orgânicos (como o álcool isopropílico ou o metanol) possam ser usados para a extração, eles são altamente tóxicos ao corpo humano, sendo assim, na prática, impossíveis de serem usados. Não há restrição porém ao uso de "álcool de farmácia", ou seja, o álcool 92° GL, aliás, este pode ser o melhor álcool possível de ser encontrado em muitos casos. O mais recomendado, porém, é o álcool de cereais, que é formulado especialmente para medicamentos, perfumes e bebidas e possui até 95° GL de teor alcoólico.  A extração do canabidiol (CBD) especialmente para uso medicinal requer preparação mais cuidadosa e geralmente utiliza butano como solvente. 

## Preparação do Green Dragon

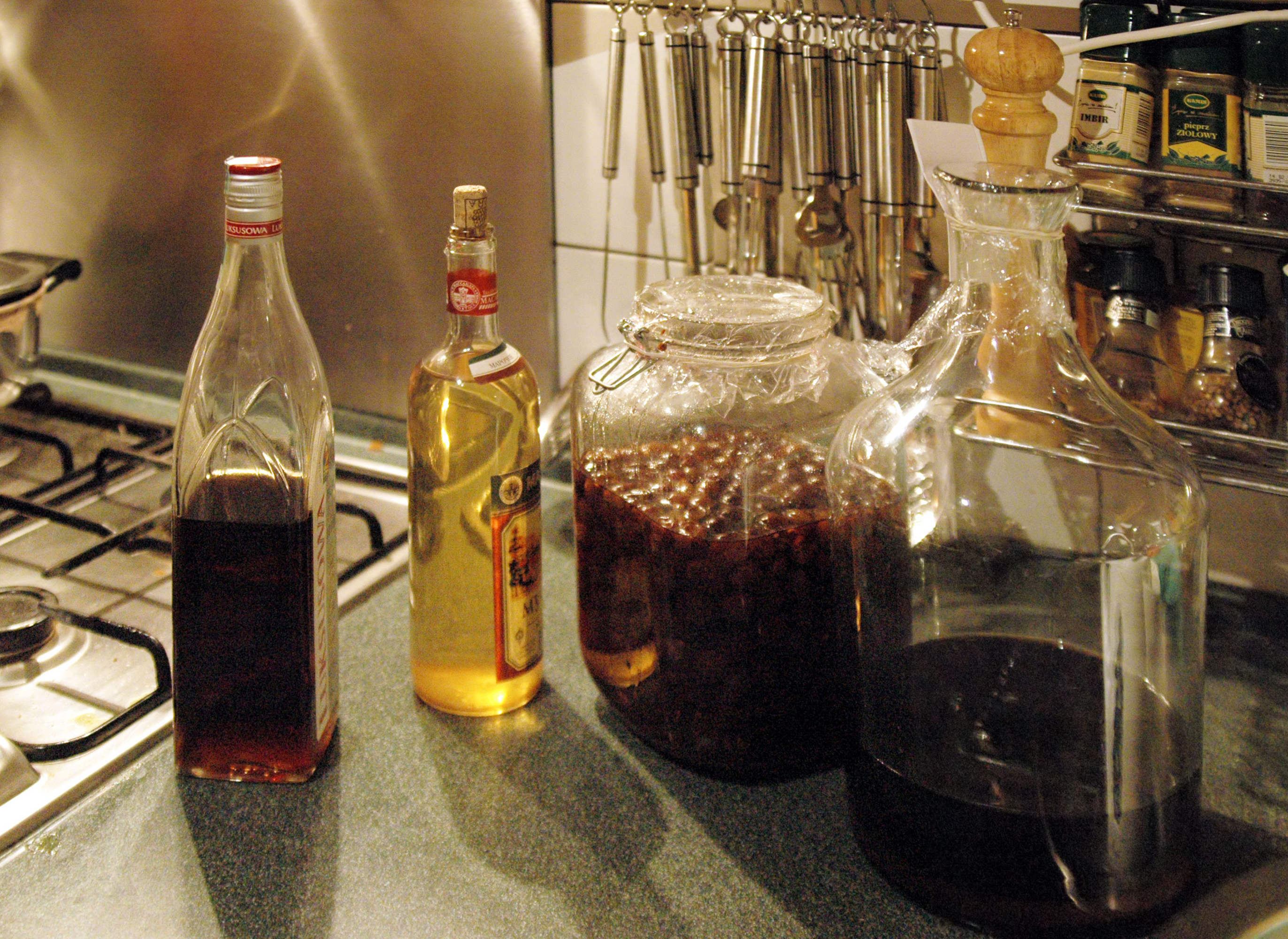
Tinturas de fabricação caseira, café; gengibre e especiarias; café e especiarias

Existem duas formas ou caminhos mais comuns de extração.
O primeiro, lento, envolve simplesmente a pulverização da maconha e sua imersão em uma garrafa com o álcool (ou bebida de alto teor). Ela deve ficar submersa por um período de várias semanas ou meses, agitando-se diariamente o preparado. Com o passar do tempo os canabinóides irão migrar da planta para o solvente. Um cuidado importante para que este processo é manter a garrafa selada e em um lugar escuro, uma vez que o THC decompõe sob a influência da luz.
O segundo, rápido, envolve o aquecimento do álcool para que se melhore seu poder como solvente. É preferível, a fim de se evitar acidentes, que este processo de aquecimento do álcool seja feito em "banho-maria". Os vapores do álcool, que tem ponto de ebulição por volta de 78,4 °C, são altamente inflamáveis, portanto muito cuidado deve ser tomado ao se aquecer a mistura. A maioria dos canabinóides será extraída por este método depois de 20 minutos de aquecimento.
Paralelamente a isso, se a maconha for secada no forno antes de sua adição ao álcool, em ambos os casos, a potência do preparado resultante aumenta consideravelmente, uma vez que este pré-aquecimento converte os insolúveis ácidos de THC em THC solúvel por decarboxilação. Este processo é feito em tempo de consumo quando a maconha é fumada. Mas no caso da extração do Green Dragon, esta etapa deve ser emulada com o pré-aquecimento. Entretanto se a maconha for elevada a uma temperatura muito alta (200 °C), ela começará a liberar o THC, perdendo assim o princípio ativo rapidamente. Para a segurança de não se perder o THC, a temperatura no forno nunca deve ultrapassar 175 °C. Mais ainda, alguns canabinóides vaporizam a temperaturas tão baixas como 126,7 °C, desta forma um cozimento mais prolongado e em uma temperatura menor (20 minutos à 93,4 °C, como citado em algumas receitas famosas) é mais recomendado.